# 長崎県立西彼杵高等学校
長崎県立西彼杵高等学校（ながさきけんりつ にしそのぎこうとうがっこう, Nagasaki Prefectural Nishisonogi High School）は、長崎県西海市大瀬戸町瀬戸西濱郷にある県立高等学校。学校の立つ丘は「萌多ヶ丘（もえたがおか）」と呼ばれ、学校通信のタイトルにもなっている。

## 概要
歴史
終戦直後の1946年（昭和21年）に旧制中学校として創立。1948年（昭和23年）の学制改革により、新制高等学校となった。2026年（令和8年）には創立80周年を迎える。
設置課程・学科
全日制課程 普通科
- 1年次は習熟度別クラス編成を行い、2，3年次は進路の充実を図るため、1つの学年を総合コースと探求コースに分け、進路に応じた指導を行っている。
  - 総合コース - 企業就職、専門学校・短大進学希望者を中心としたコース。
  - 探求コース - 国公立・私立の4年制大学進学、医療・看護系学校進学希望者を中心としたコース。

校訓
「誠実、克己、気迫」
- 「誠実」 - まじめで真心がこもっていること。
- 「克己」 - 意志の力で、自分の衝動・欲望・感情などをおさえること。
- 「気迫」 - 何ものにも屈せず立ち向かっていく強い精神力。
  - 校門近くの碑や体育館、校長室の額の校訓は、北村西望が101歳の時に書いたものである。

校章
「西彼杵高等学校」の「西高」（縦書き）の文字の下に、波しぶきと船底があり、全体として船（西彼杵丸）を思わせるデザインとなっている。開校当時の教職員、道口辰三郎によってデザインされ、西彼杵高校は角力（すおう）灘、遠くは東シナ海を見渡す萌多ケ丘の上に建ち、そこからは青々として、果てしなく広がる海原を眺めることができる。その青さと果てしない広さに青年の可能性・純粋性をなぞらえ、校章構成の基盤に「海」が取り入れられた。人生の歩みを広大な海の航海にたとえ、海のように広く、深く、潔い心で、知恵をみがき忍耐力をつけ日々努力し、発展・飛躍してほしいという思いがこめられている。
校歌
作詞は初代教頭の三宅保夫、作曲は橋本喬雄（長崎師範学校（現在の長崎大学教育学部）音楽担当教授）による。歌詞は3番まであり、西彼杵半島外海の雄大な自然環境の中で青春を謳歌し、勉学に励み、将来の日本発展の重責を担う人物になろうとする生徒の意気昂揚を主題としている。1948年（昭和23年）10月、この曲が長崎大浦天主堂の山口愛次郎大司教の耳に入り、旧制中学校の校歌の中でも名曲であると激賞をうけ、コロムビアレコードから限定発売された。
制服
ブレザー

## 沿革
- 1946年（昭和21年）
  - 3月28日 - 長崎県立西彼杵（旧制）中学校設立認可。
  - 5月20日 - 「長崎県立西彼杵中学校」が開校。（入学生103名）
- 1948年（昭和23年）
  - 3月23日 - 学制改革により、長崎県立西彼杵高等学校設置が認可される。
  - 4月1日 - 長崎県立西彼杵高等学校（現校名）が開校。（全日制課程普通科 1学年1学級）
- 1949年（昭和24年）
  - 4月1日 - 全日制普通科1学年2学級とする。
  - 4月16日 - 神浦村立神浦中学校に神浦[3]分校を併設。
- 1950年（昭和25年）
  - 4月24日 - 定時制中心校[4]を開校。
  - 6月16日 - 大島町の大島鉱業所修道館青年学校内に定時制大島分校を併設。
- 1955年（昭和30年）4月1日 - 定時制大島分校を長崎県立大崎高等学校へ移管。
- 1956年（昭和31年）
  - 3月31日 - 全日制家政科1学級設置が認可。（1学年普通科2学級、家政科1学級となる。）
  - 4月1日 - 外海町の発足により、神浦分校を外海分校と改称。
- 1964年（昭和39年）1月30日 - 全日制普通科1学級増設置が認可。（1学年普通科3学級、家政科1学級となる。）
- 1972年（昭和47年）3月31日 - 外海分校を閉校。
- 1974年（昭和49年）1月31日 - 全日制普通科1学級増設置が認可。（1学年普通科4学級、家政科1学級となる。）
- 1975年（昭和50年）2月4日 - 全日制普通科1学級増設置が認可。（1学年普通科5学級、家政科1学級となる。）
- 1982年（昭和57年）3月31日 - 定時制中心校を閉校。
- 1987年（昭和62年）3月31日 - 家政科を廃止。（1学年普通科5学級となる。）
- 1996年（平成8年）11月2日 - 創立50周年記念式典を挙行。ブレザー制服を制定[1] 。
- 2001年（平成13年）4月1日 - 全日制普通科1学級減。（1学年普通科4学級となる。）
- 2005年（平成17年）4月1日 - 全日制普通科1学級減。（1学年普通科3学級となる。）
- 2011年（平成23年）4月1日 - 全日制普通科1学級減。（1学年普通科2学級となる。）
- 2016年（平成28年）4月1日 - 長崎県立鶴南特別支援学校高等部西彼杵分教室が設置される。
- 2022年（令和4年）6月15日 - 長崎県立西彼杵高校公式のInstagram , youtubeアカウントを開設。
- 2025年（令和7年）4月1日 - 長崎県立鶴南特別支援学校高等部西彼杵分教室が移管により、長崎県立時和特別支援学校西彼杵分校（高等部）となる[5][6]。

## 学校行事
1学期
- 4月 - 入学式、歓迎遠足
- 5月 - 中間考査
- 6月 - 高総体、高1セミナー研修、期末考査（～7月）
- 7月 - 校内球技大会、生徒会役員選挙、介護福祉施設交流
- 8月 - 高3就職・進学面接指導、オープンスクール（中学生への模擬授業）

2学期
- 9月 - 体育大会（体育祭）、高2セミナー研修、中間考査（～10月）
- 10月 - 文化祭
- 11月 - 高2職場体験、高1職場見学
- 12月 - 期末考査、読書ロングホームルーム、郷土料理講習会

3学期
- 1月 - 高2修学旅行、高3学年末考査
- 2月 - 耐寒競歩大会 、学年末考査
- 3月 - 卒業式、校内球技大会

## 部活動
運動部
- 陸上競技部
- 硬式野球部
- 弓道部
- バレーボール部（女子）- 2023年4月、それまで九州文化学園高等学校監督を務めていた井上博明が監督に就任。それに伴い、九州文化学園に在籍していたバレーボール部員を転校生として受け入れている[7]。2024年インターハイに出場し、準々決勝に進出した[8]。さらに第77回春の高校バレーに出場を決めた[9]。
- 卓球部
- バスケットボール部（女子）
- ソフトテニス部
- サッカー部

文化部
- 放送部
- 吹奏楽部
- 企画委員会部
- 茶道班
- 美術班
- ボランティアサークル

## アクセス
- 長崎市中心部（長崎駅）から車で約1時間10分／総距離 約42km

1. 国道206号を北上
2. 「横道」交差点で左折し、長崎県道28号長崎畝刈線を進む。／あるいは「井手園」交差点で右折。
3. 国道202号を北上する
4. 「西浜」交差点で右折、長崎県道12号大瀬戸西彼線沿いにある。

- 佐世保市中心部（佐世保駅）から車で約1時間／総距離 約40km

1. 国道37号を南下。
2. 「大塔IC入口」交差点で右折し、国道205号を南下。
3. 「江上」交差点で右折し、国道202号を南下。（西海橋を渡る）
4. 「小迎」交差点で左折し、国道206号を南下。
5. 「大串」交差点で右折し、長崎県道12号大瀬戸西彼線を直進すると、右側に見える。

- 最寄りのバス停 長崎バスさいかい交通「西浜」、「西彼杵高校前」バス停
  - 長崎市中心部から[10]
    - 1. 長崎バス1番系統「桜の里ターミナル」行きのバスに乗車。
    - 2. 「桜の里ターミナル」バス停で、さいかい交通「板の浦行き」に乗車。
    - 3. 「西浜」で下車後、徒歩。

## 周辺
- 西海市立大瀬戸中学校
- 大瀬戸総合運動公園・体育館